# Віньякурський акведук
35°53′37″ пн. ш. 14°27′20″ сх. д. / 35.8936° пн. ш. 14.4556° сх. д.
Віньякурський акведук (мальт. L-Akwedott ta' Wignacourt) — акведук XVII століття на Мальті, який був побудований орденом Святого Іоанна для доставки води з джерел у Дінглі та Рабаті до новозбудованої столиці Валетти. Акведук транспортував воду через підземні труби та через аркові віадуки через западини в землі.
Перші спроби побудувати акведук зробив великий магістр Мартін Гарзес у 1596 році, але будівництво призупинили перед продовженням у 1610 році. Водотік урочисто відкрили через п'ять років, 21 квітня 1615 року. Кілька інженерів брали участь у проєкті, включаючи Бонтадіно де Бонтадіні, Джованні Аттард і Натале Томасуччі. Акведук був названий на честь великого магістра Алофа де Віньякура, який частково фінансував його будівництво.
Акведук діяв до XX століття. Більшість його арок збереглися досі, і їх все ще можна побачити в місцевостях Аттард, Бальзан, Біркіркара, Флер-де-Ліс і Санта-Венера. Інші залишки акведука включають водонапірні башти в Санта-Венера, Хамрун і Флоріана, а також кілька фонтанів у Флоріані та Валетті.

## Історія

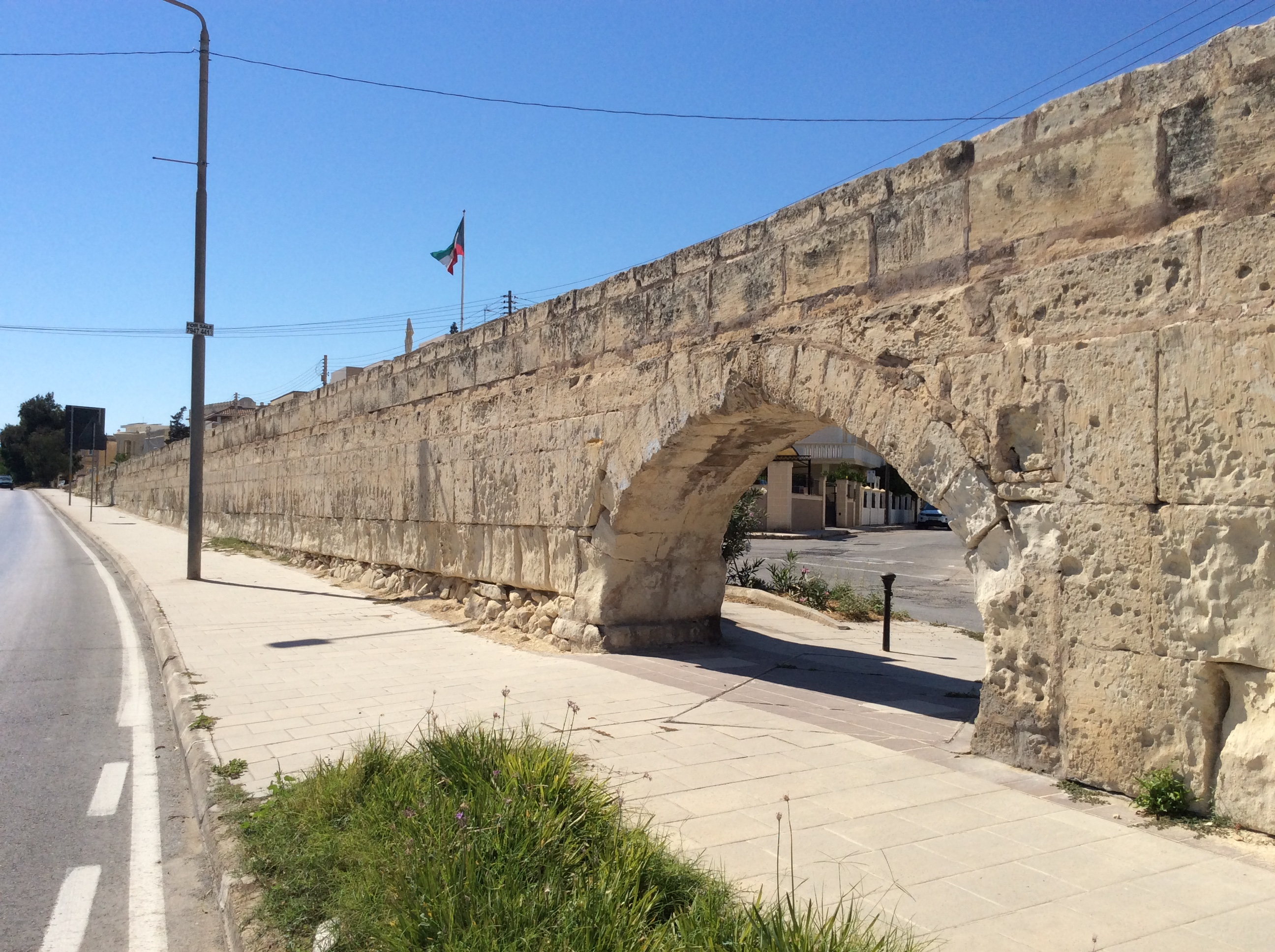
Арка в Бальцані

У 1566 році на півострові Скіберрас була заснована столиця Валлетта, яка не мала хорошого водопостачання. Дощової води, зібраної в межах міста, не вистачало для задоволення потреб його населення. Воду потрібно було возити з джерел до міста, але це стало складно до кінця XVI століття, коли місто стало найбільшим поселенням на Мальті. У той час також існували побоювання османського нападу на Мальту, тому стабільне водопостачання столиці було пріоритетом для військової влади у разі облоги.

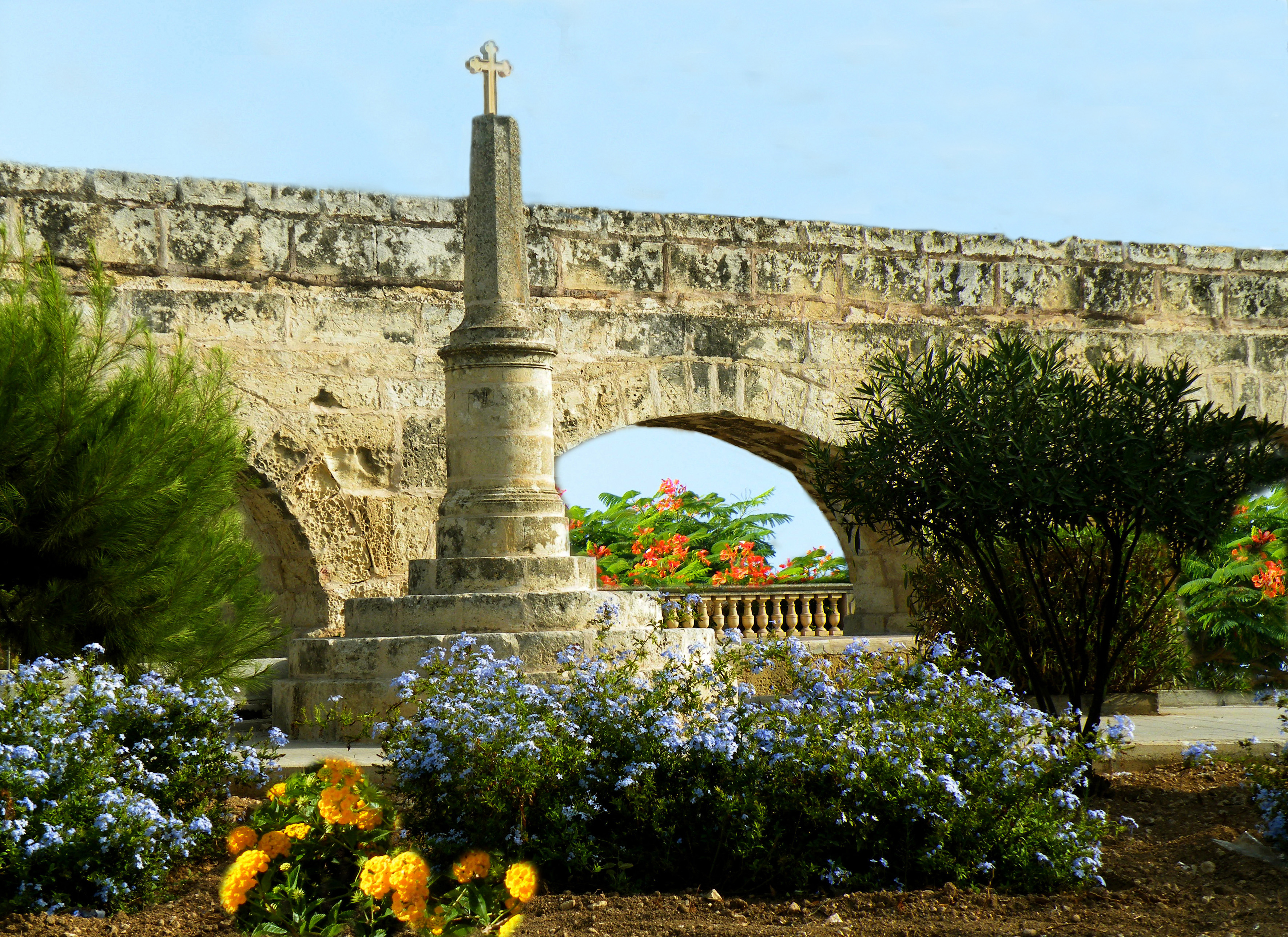
Акведук на кордоні між Бальзаном і Біркіркарою

19 жовтня 1596 року видали наказ про будівництво акведука для доставки води з джерел у Дінглі та Рабаті до столиці. Того року великий магістр Мартін Гарзес запросив єзуїта Падре Джакомо для проєктування водотоку. Його проєкт схвалили й роботи розпочали, але незабаром після цього будівництво призупинили через фінансові причини.
9 січня 1610 року роботи над акведуком почалися знову під керівництвом іншого єзуїта  Натале Томасуччі. На той час Гарзес помер, і його наступником на посаді великого магістра став Алоф де Віньякур. У липні 1612 року болонський експерт з гідравліки Бонтадіно де Бонтадіні взяв на себе проєкт, ймовірно, за рекомендацією інквізитора Євангелісти Карбонезі.  Бонтадіні розробив нову систему водопостачання, в якій вода подається через підземні труби та через кам'яні арки, коли в землі були западини. Бонтадіні допомагав мальтійський капомастро Джованні Аттард і двоє інших сицилійських інженерів. 600 місцевих робітників були зайняті на будівництві акведука, яке було завершено в 1614 році та урочисто відкрито 21 квітня 1615 року Загалом акведук коштував 434 605 скуді, більшу частину яких заплатив гросмейстер Віньякур. Тому акведук назвали на його честь.

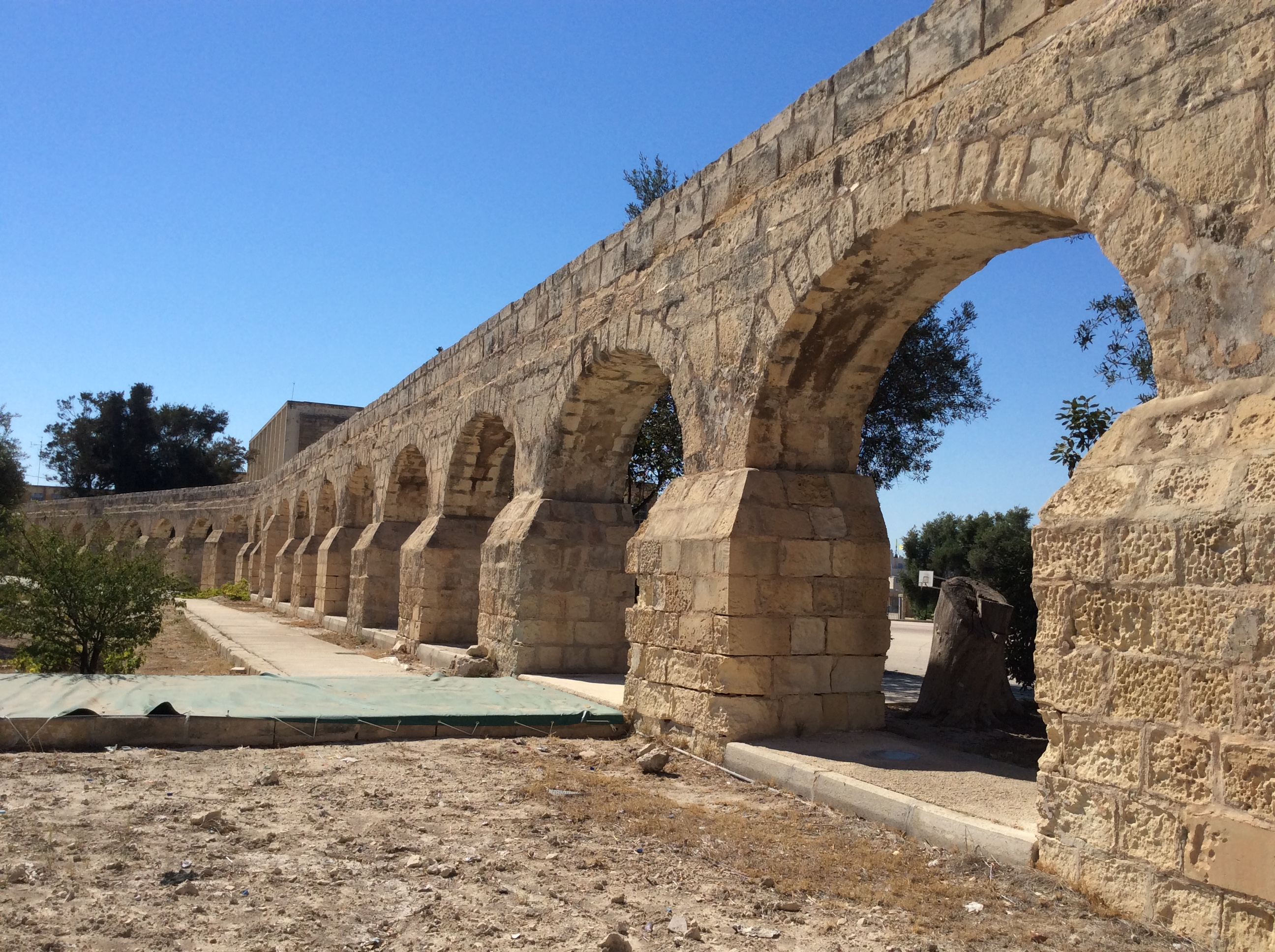
Частина акведука в Біркіркарі, нині на території державної школи

Після будівництва акведука, що забезпечував 1400 кубометрів води щоденно, населення міст і сіл уздовж його маршруту, зокрема Валлетти та Флоріани, зросло завдяки постійній подачі води.
Акведук був удосконалений великим магістром Еммануелем де Роан-Полдуком у 1781 році 4 вересня 1798 року, на ранніх стадіях мальтійського повстання проти французів, повстанці влаштували засідку на французьких солдатів біля акведука в Мрієлі, що в межах Біркіркари.

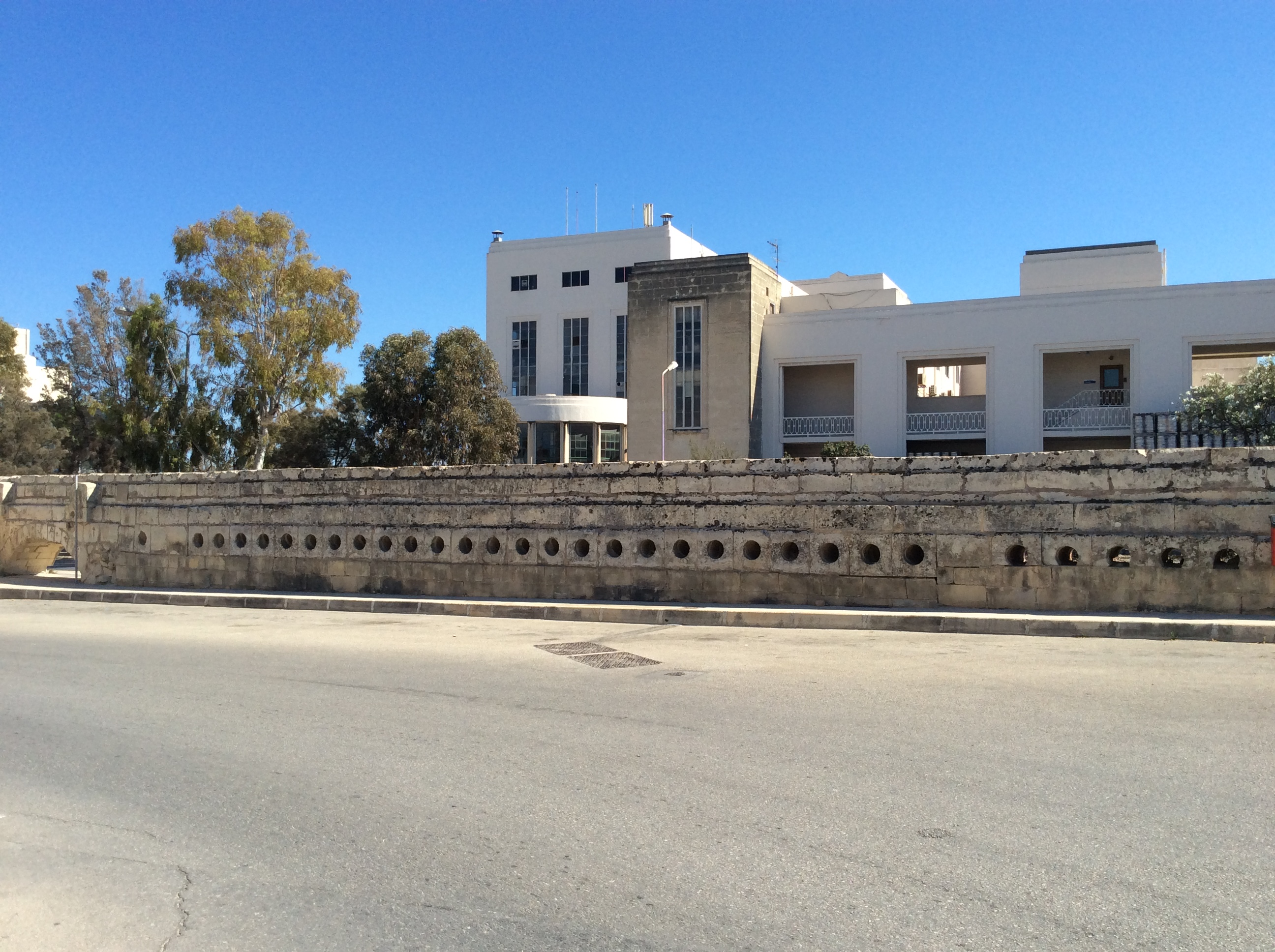
Акведук у Мрієлі, на задньому плані пивоварня Farsons. Камені з круглими отворами спочатку були частиною труб Томасуччі з першої спроби побудувати акведук.

У 1907 році була пропозиція побудувати будівлі на вершині акведука, арки якого фактично слугували б аркадою. Управління громадських робіт склало плани цих будівель, але зрештою нічого не втілилося в життя. Акведук діяв до початку XX століття. Частини акведука, наприклад на Моста-роуд, Аттард, були знесені після Другої світової війни через розвиток житлових масивів і будівництво доріг у цьому районі.
З 2004 по 2005 рік відреставрували вцілілі арки акведука та встановили систему освітлення загальною вартістю Lm 140 000. Деякі з арок знову потребують реставрації, головним чином через забруднення, оскільки зараз поряд з акведуком проходить велика дорога. Частина акведука була значно пошкоджена в грудні 2013 року внаслідок автомобільної аварії, але потім пошкодження усунули. Окремі частини акведука  віднесені до першого ступеня національних пам'яток та знаходяться в  Національному переліку культурних цінностей Мальтійських островів.

## Архітектура

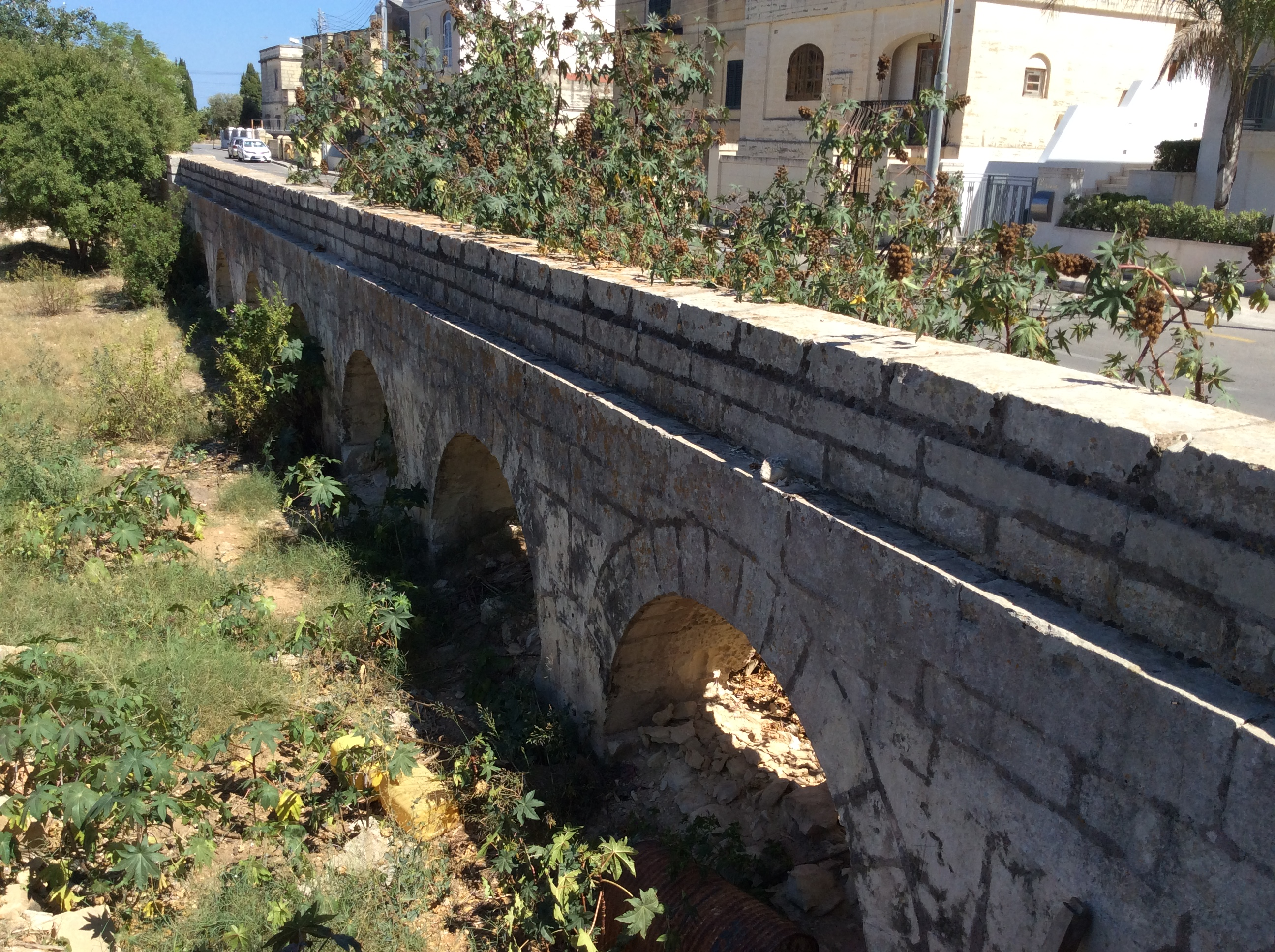
Акведук Віньякур на вулиці Пітера Пауля Рубенса в Аттарді

Акведук проходив від джерел у Рабаті та Дінглі до сільської місцевості поблизу Аттарда через підземні труби. Починаючи з Аттарда, рівень землі був нерівним, тому там, де були западини, споруджували кам'яні арки. Арки починаються на сучасній вулиці Пітера Пауля Рубенса (мальт. Triq Peter Paul Rubens) в Аттарді і спочатку досить малі. Вони продовжують рух дорогою Мдіна (мальт. Triq l-Imdina) у Бальзані та Біркіркарі, і розмір арок поступово збільшується в міру зниження рівня землі.
У Флер-де-Ліс акведук перетнув дорогу, і на честь цього проєкту збудували арку Віньякур. Потім арки продовжують проходити через вулицю Святого Йосипа (мальт. Triq il-Kbira San Ġużepp) у Санта-Венера, поки вони не зупиняться біля невеликої вежі, відомої як Вежа Святого Йосипа. З цієї вежі вода знову підземними трубами текла до Хамруна, Блата-л-Байди, Флоріани та Валетти. Водоперевірні вежі також побудували в Хамруні та Флоріані.
Акведук побудовано з місцевого вапняку. Камені кріпилися за допомогою пуццолани. Акведук постачав воду до цистерн у приватних і громадських будівлях, до кораблів у гавані Марсамксетт і Гранд-Харбор, а також до фонтанів, які зазвичай включали жолоб для води.

### Арка Віньякур / Ворота Флер-де-Ліс

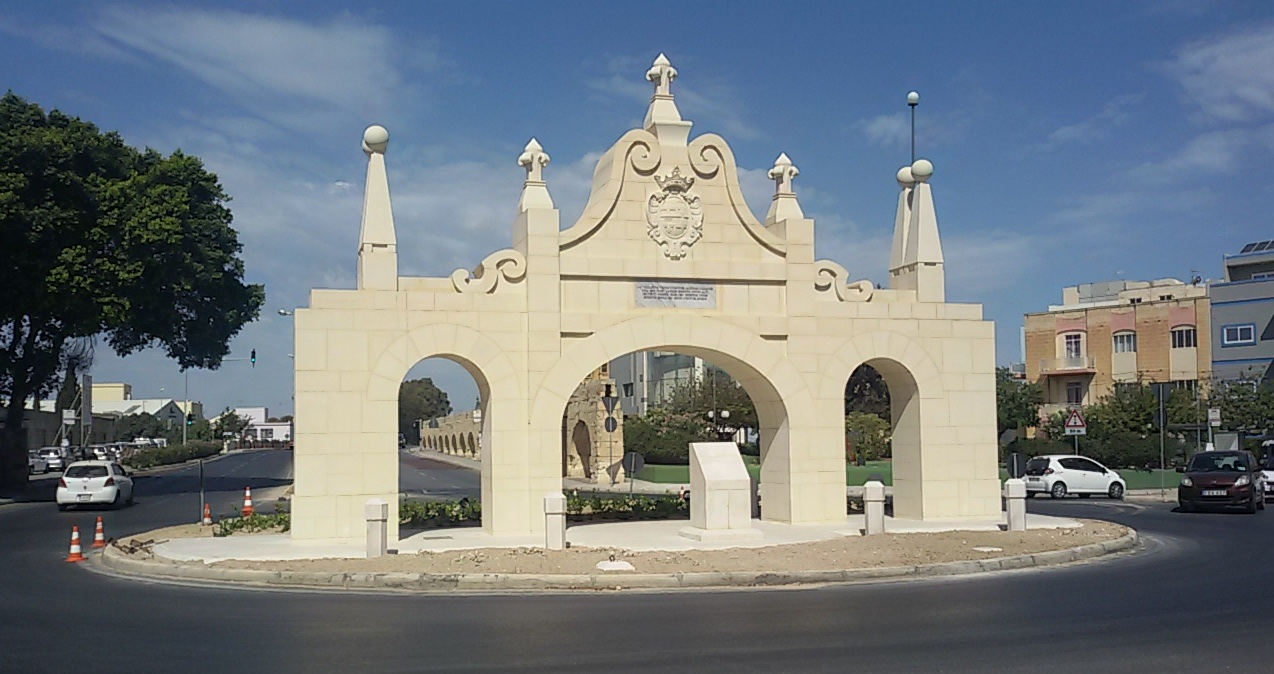
Реконструйована арка Віньякур (або ворота Флер-де-Ліс)

Тріумфальна арка на кордоні між Флер-де-Ліс і Санта-Венера відома як Віньякурська арка або Ворота Флер-де-Ліс. Має три дверних прорізи, і прикрашена гербом Віньякура та трьома скульптурними ліліями, геральдичними символами Віньякура. Передмістя Флер-де-Ліс отримало свою назву від цієї арки, а лілії зображені на прапорах і гербах як Флер-де-Ліс, так і Санта-Венери. Одна з оригінальних табличок на арці віддала належну шану інженеру Бонтадіно де Бонтадіні. Арка разом з водонапірними вежами та фонтанами акведука були першим проявом архітектури бароко на Мальті.

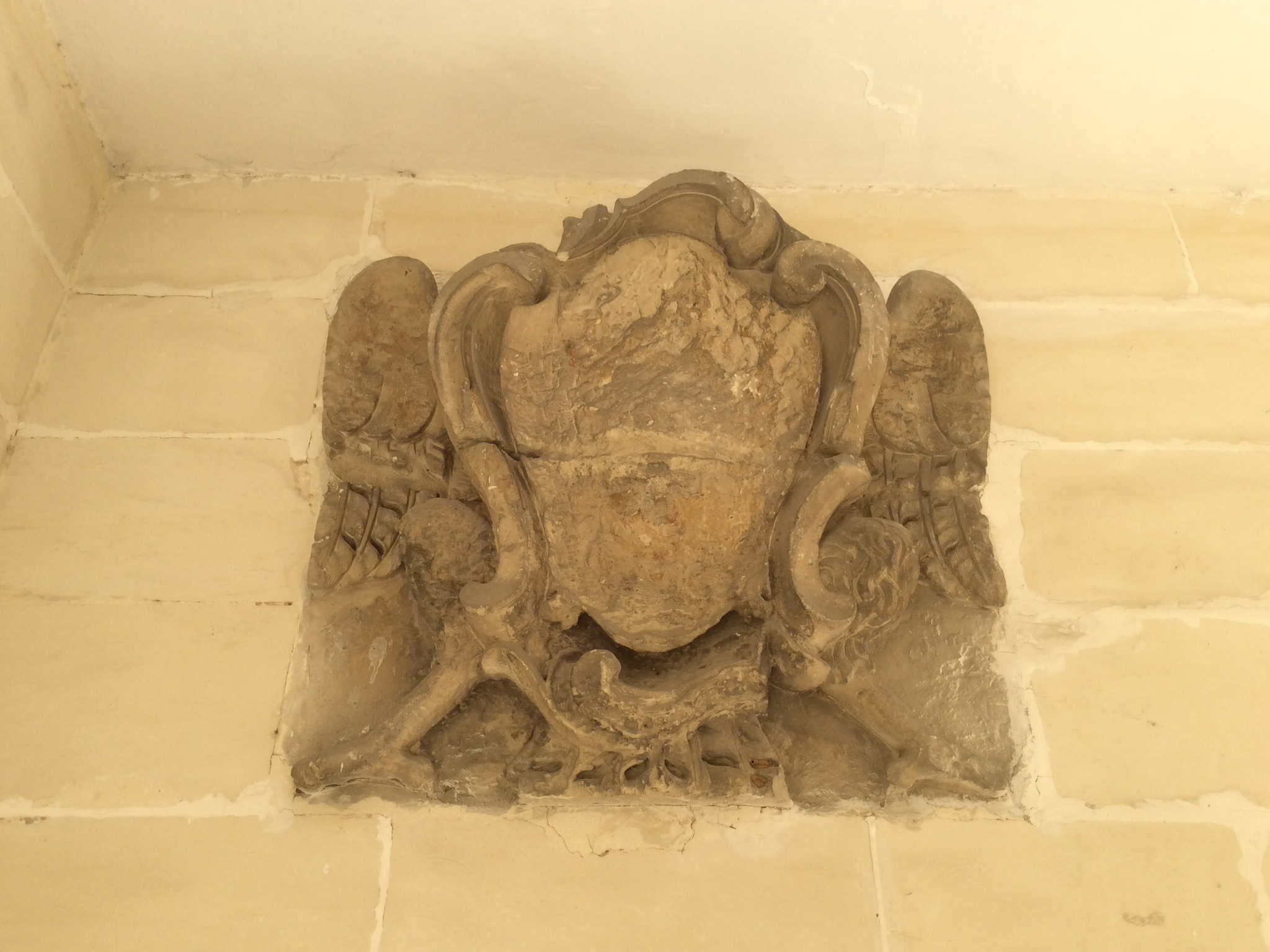
Герб великого магістра де Роана

Початкову арку знесли в 1944 році, а на її місці згодом побудували кільце. Будівництво копії арки схвалили в 2012 році Місцеві ради Санта-Венери та Біркіркари, а також адміністративний комітет Флер-де-Ліс не дійшли згоди щодо того, як має бути назва арки, і врешті-решт у 2014 році погодилися, що вона має називатися «Арка Віньякур, відома як Флер-де-Лиська брама». Арка була реконструйована в 2015 році і урочисто відкрита 28 квітня 2016 року
Ймовірно, герб кінця XVIII століття, належний великому магістру Еммануелю де Роану-Полдуку, можливо, був закріплений на арці, що орієнтувалася в бік Мдіни після відновлення акведука де Роаном. Однак не можна повністю підтвердити цю інформацію. Герб існує й досі, розташований кілька метрів від вежі Святого Йосипа, поруч зі входом до поліцейської дільниці.

### Водонаглядні вишки

#### Санта Венера

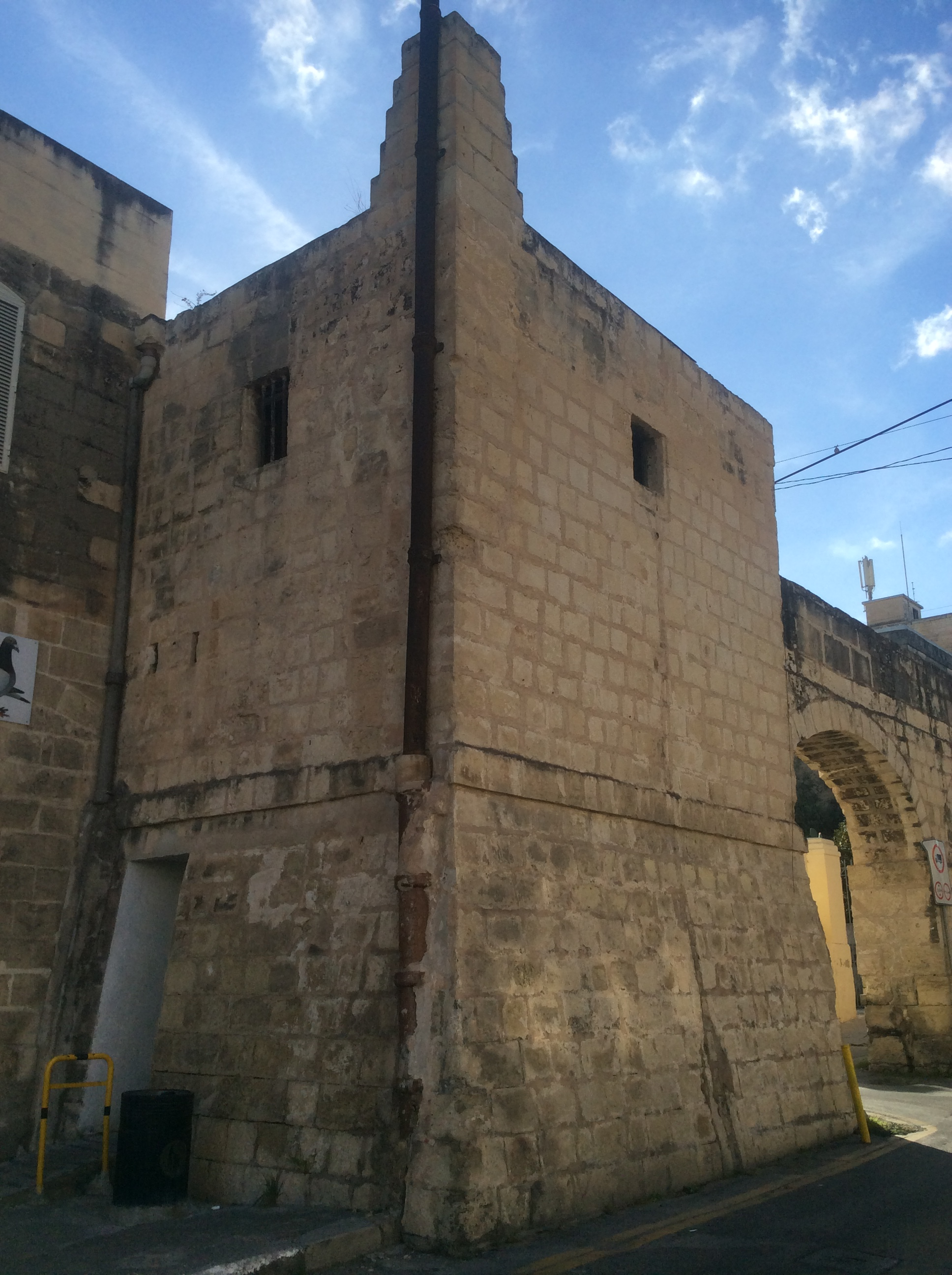
Вежа Святого Йосифа (it-Turretta) в Санта-Венера

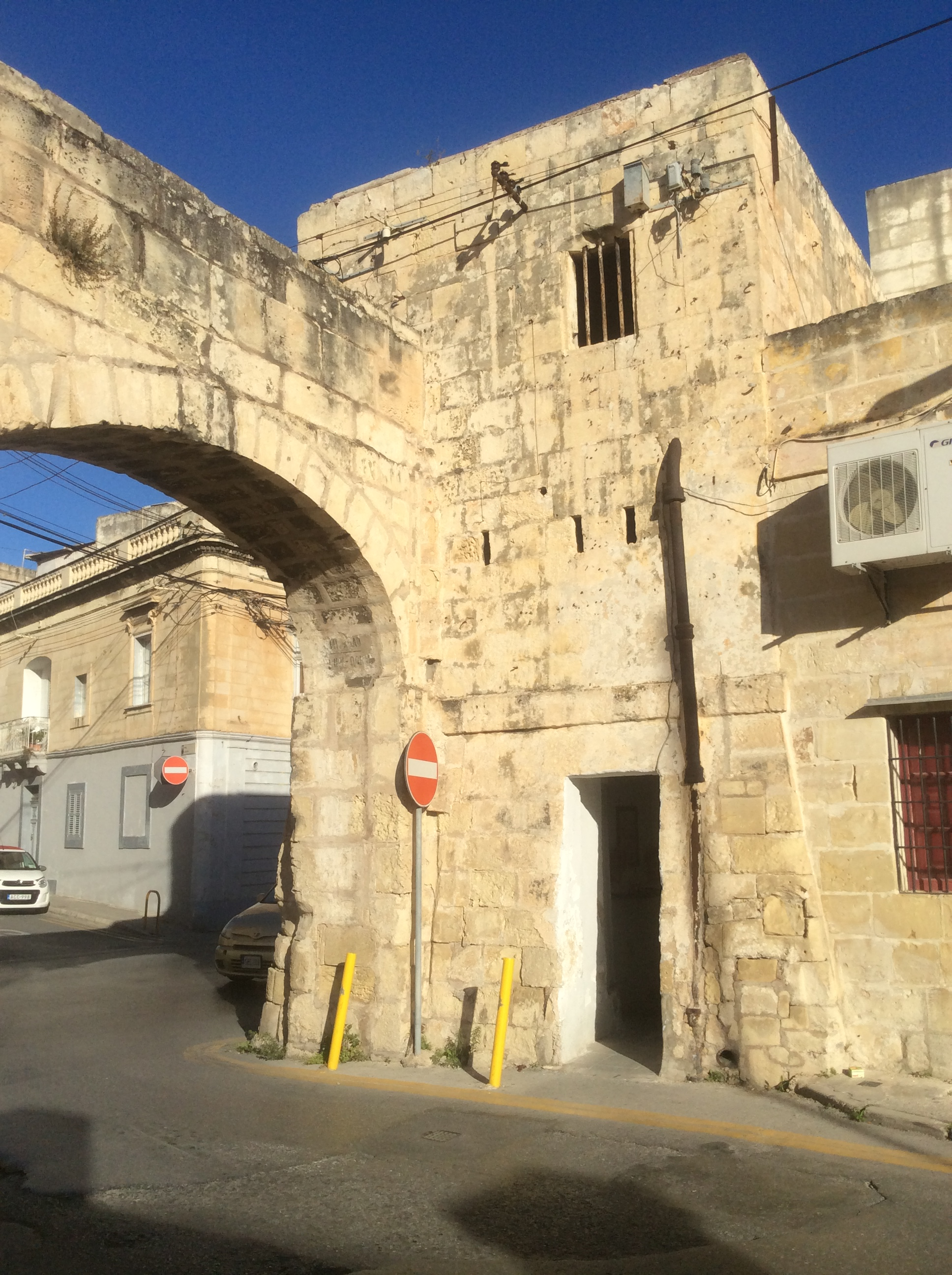
Вигляд вежі Святого Йосифа з тилу

Перша оглядова вежа Віньякурського акведука розташована в сучасній Санта-Венера. Її називають Вежею Святого Йосипа (італ. Torre di San Giuseppe), але широко відомий як it-Turretta мальтійською або Torretta італійською. Вежа з'єднана з арками акведука та має два поверхи з укріпленим нижнім рівнем, що надає їй схожості з прибережною сторожовою вежею, як-от вежі Де Редіна. Неясно, чи є нинішня споруда оригінальною, оскільки оригінальні проєкти акведука показують дещо іншу вежу.

#### Хамрун

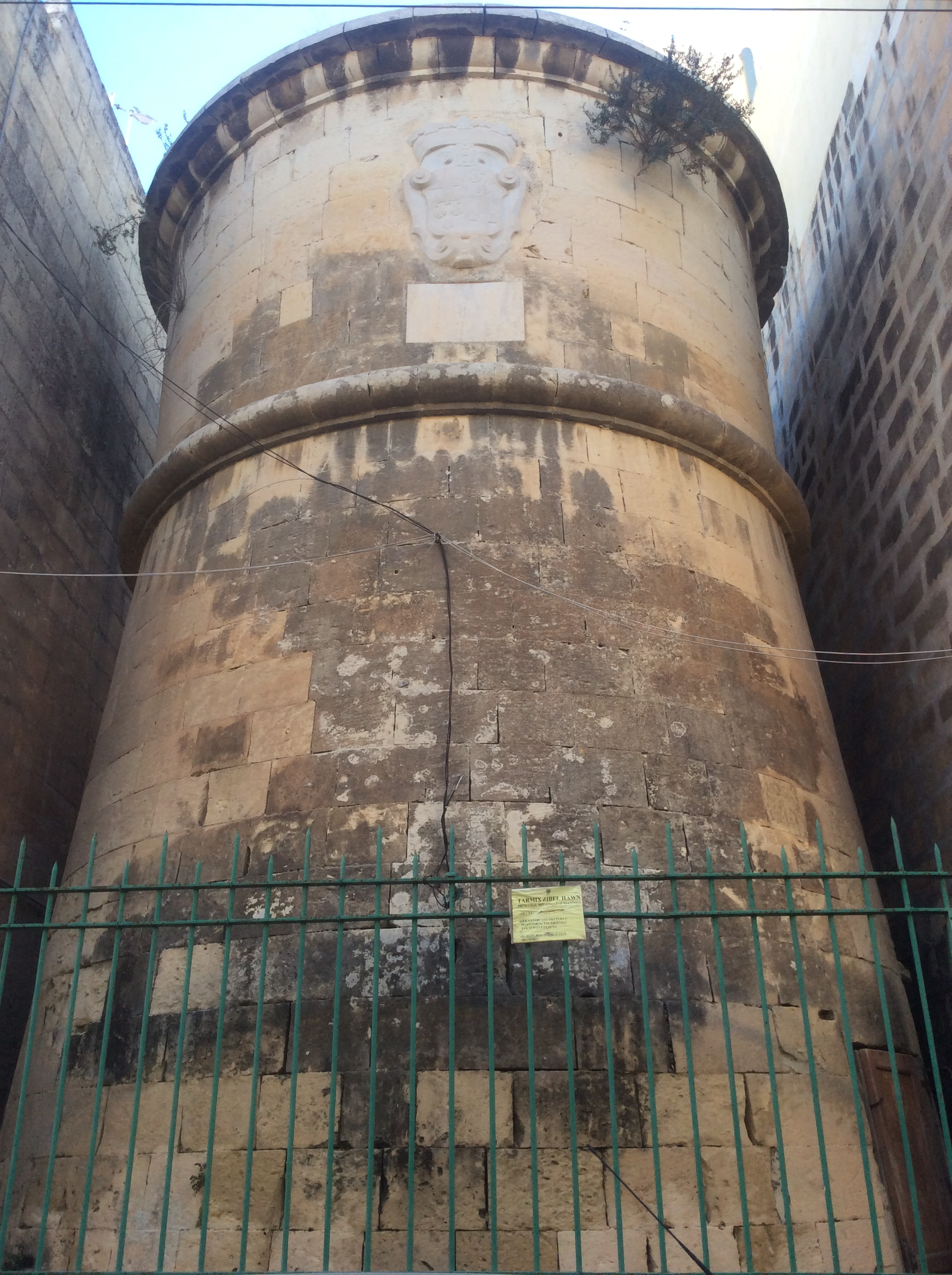
Пам'ятник Тат-Тромба в Хамруні

Друга водонаглядова вежа була побудована на пагорбі Святого Миколая в Хамруні, і вона відома як il-Monument tat-Tromba або it-Turretta ta' Atoċja. Він має круглу форму, і спочатку вода текла через відкритий резервуар у башті.
Вежа все ще існує, але вона в напівзруйнованому стані й навколо неї стоять сучасні будинки.
У 1780 році після модернізації акведука Де Роаном був встановлений обеліск поруч із вежею. Зараз він знаходиться на приватній земельній ділянці й має герб, що пошкоджений у Другій світовій війні.

#### Флоріана

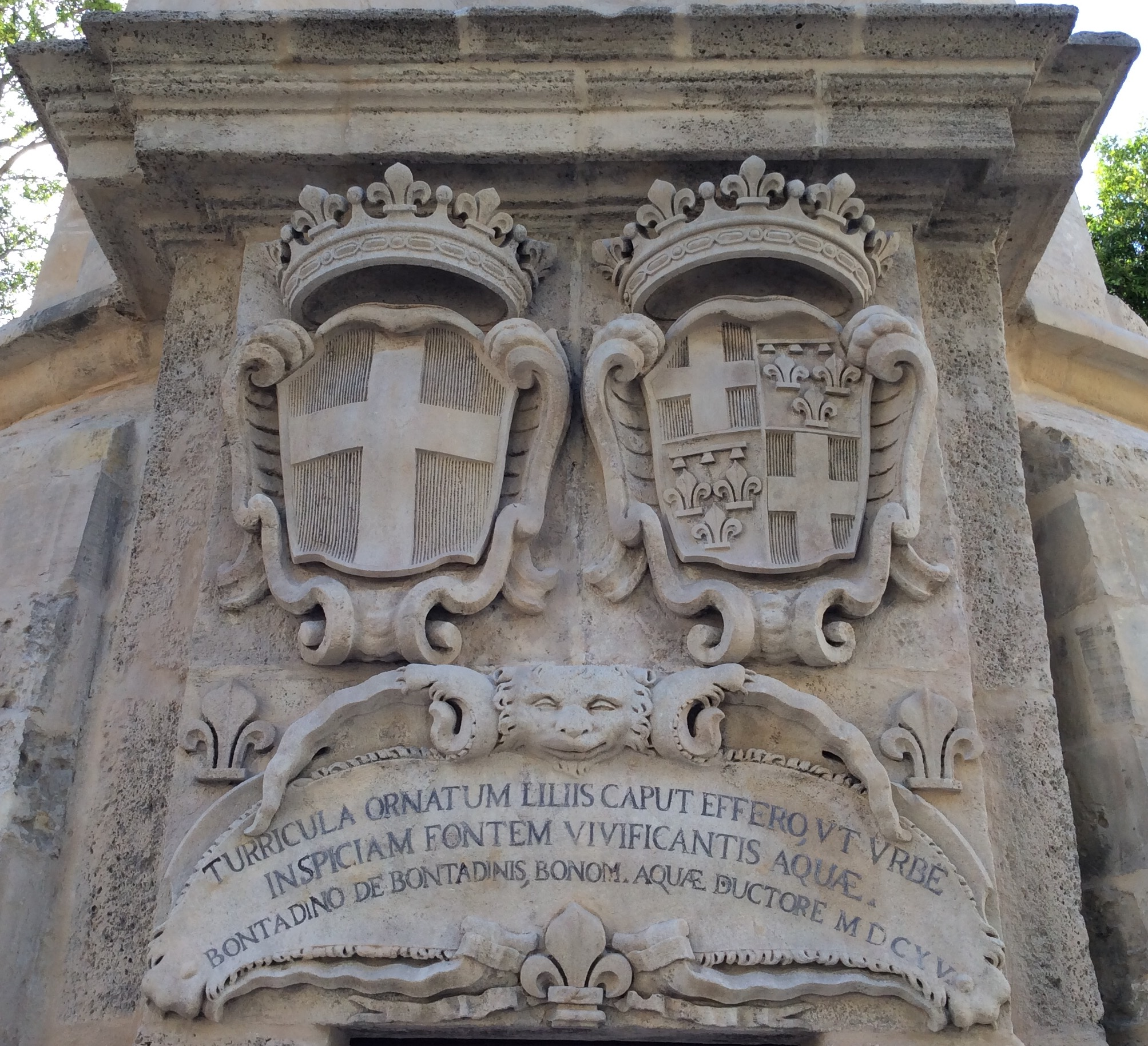
Напис на водонапірній вежі

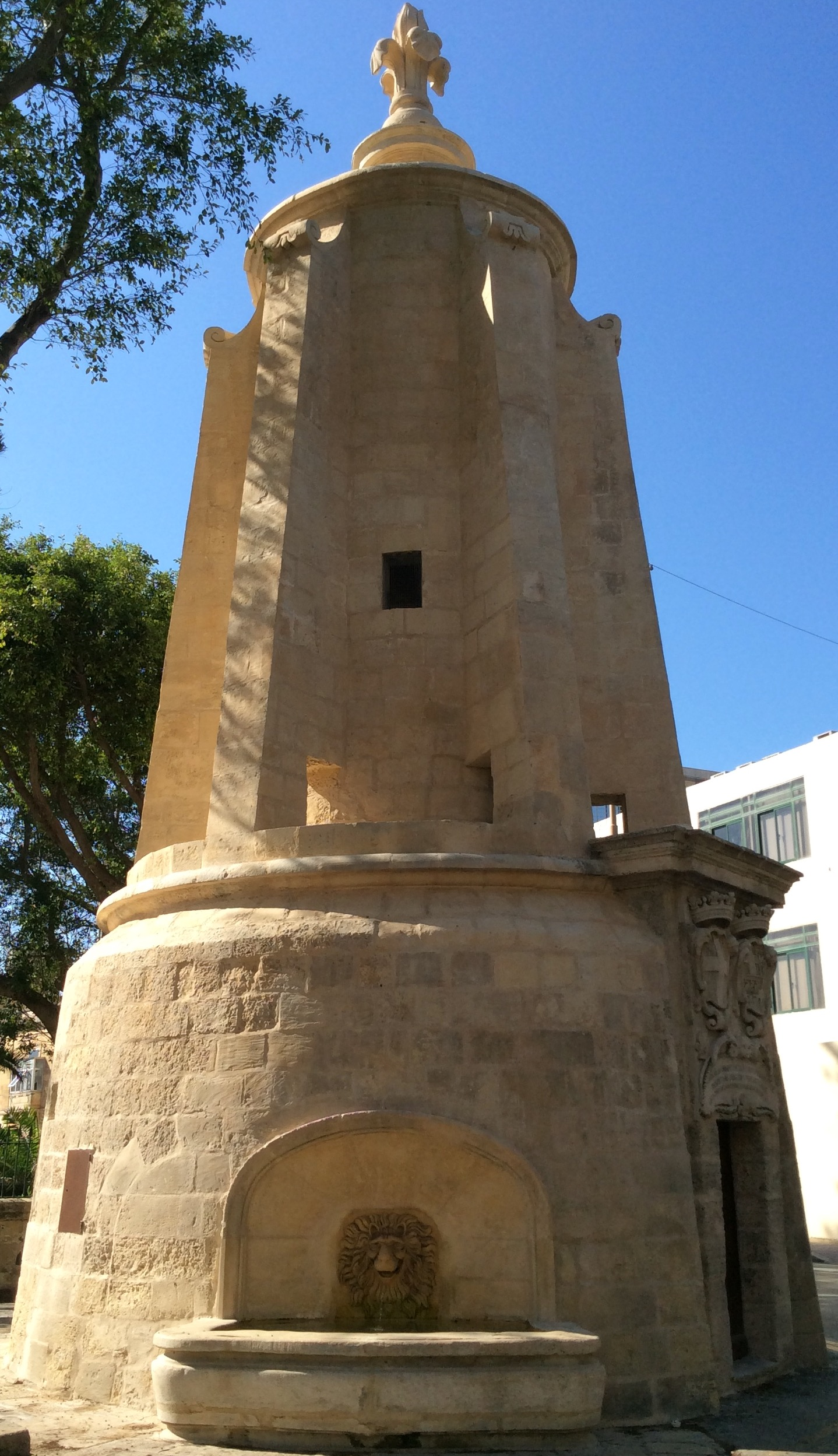
Водонапірна вежа Віньякур у Флоріані

Третя й остання водонапірна вежа була побудована у Флоріані, і вона стала відомою як Водонапірна вежа Віньякур. Він розташований неподалік від ботанічного саду Арготті та церкви Саррія. Це кругла споруда, що підтримується пілястрами, а також містить фонтан і корито для коней. Вершина вежі містить скульптурну лілію, а також її прикрашає герб ордена Святого Іоанна та особистий герб Віньякура.
Вежа була включена до списку старожитностей 1925 року
Вежа була відреставрована з червня 2015 по червень 2016 року Міністерством транспорту та інфраструктури. Рельєф лева, який ллє воду, який є частиною корита для води (який прикріплений до фонтану), з роками руйнувався та був замінений на копію в 2016 році. Інтер'єр складається з гвинтових сходів, які також були відреставровані в 2016 році.

### Фонтани
Із завершенням будівництва Віньякурського акведука у Валлетті побудували багато фонтанів, що постачаються водою з акведука.

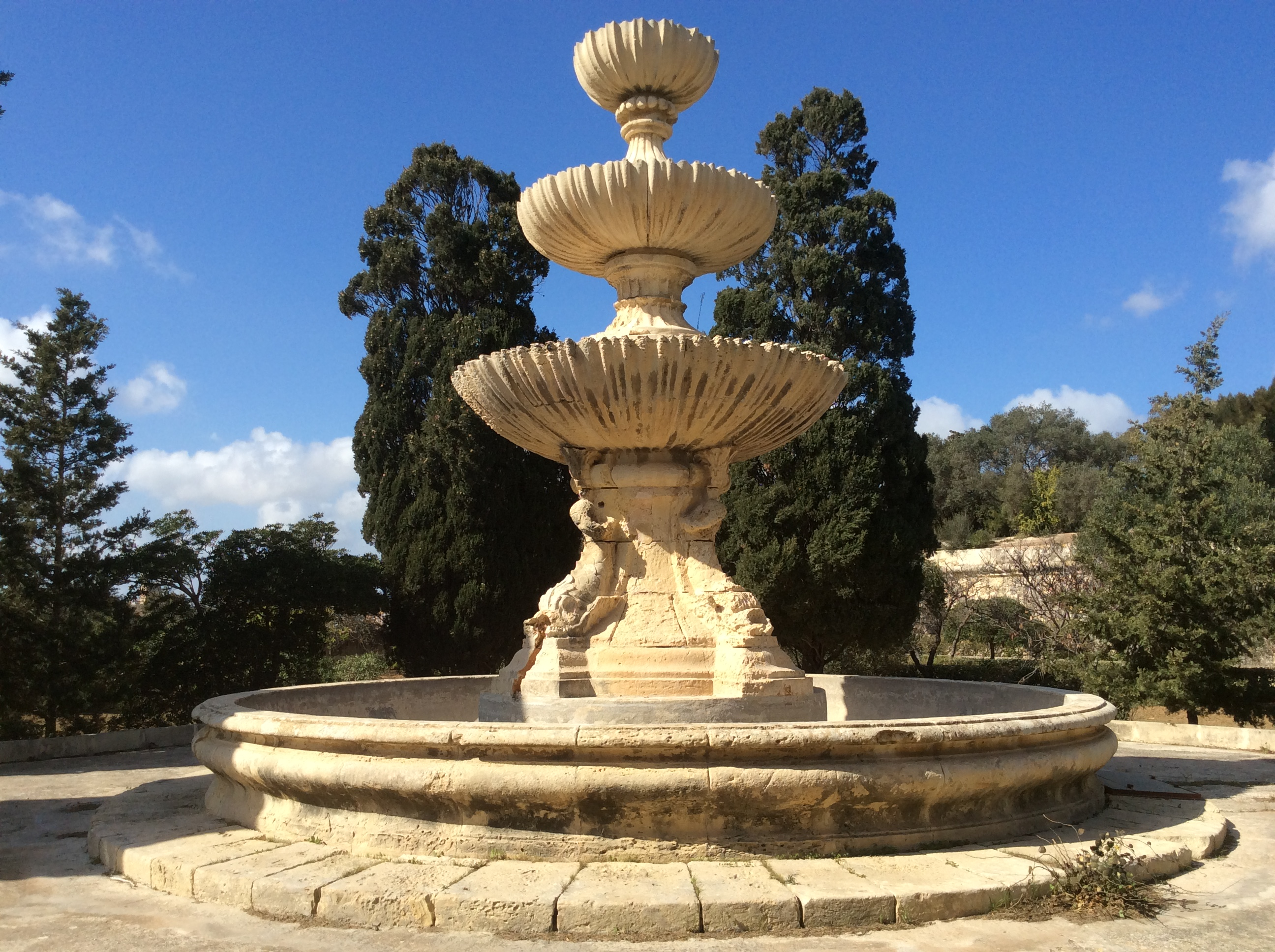
Перебудований фонтан у садах Святого Філіпа, Флоріана, вважається оригінальним фонтаном, побудованим Віньякуром, за винятком верхнього басейну

Першим фонтаном, який був з'єднаний з акведуком, є фонтан Віньякур, який тоді розташовувався на площі Святого Георгія у Валлетті, навпроти палацу гросмейстера. Його офіційно відкрили 21 квітня 1625 року, ознаменувавши прибуття води в Валлетту. Цей фонтан був символом Віньякура, оскільки, як і в решті пам'яток акведука, на його вершині була квітка лілії. Площа з цим фонтаном зображена на початку 18 століття. 21 квітня 1615 року на цьому фонтані відбулася церемонія відкриття акведука. Оригінальний фонтан був барочним, але менш прикрашеним, і його наказали знести 2 січня 1745 року
«Фонтан Пінту» урочисто відкрили 18 січня 1746 року великим магістром Пінту. Коли площа стала місцем для параду британських військових, фонтан спочатку перенесли поряд із Палацом правосуддя (пізніше знищеним і заміненим), а потім у Сади Святого Філіпа у Флоріані, де він залишається й сьогодні. Архітектор Саїд каже, що фонтан був перенесений лицарями до британського панування, про що свідчать деякі картини.
Є твердження, що фонтан лише відремонтували, а не зруйнували. Квіткову лілію видалили в певний момент і замінили альтернативою. Початково фонтан мав два басейни, але згодом до нього додали третій. Третій басейн був збудований набагато раніше, ніж прийняли рішення повністю прибрати бароковий фонтан із площі.
Фонтан складається з великого круглого басейну з трьома меншими басейнами, схожими на черепашки над ним, які підтримуються на постаменті зі скульптурними зображеннями дельфінів. Заплановано як пам'ятник 1-го ступеня. Фонтан був відновлений після багатьох років занедбаності.

#### Фонтан біля порту Валетта

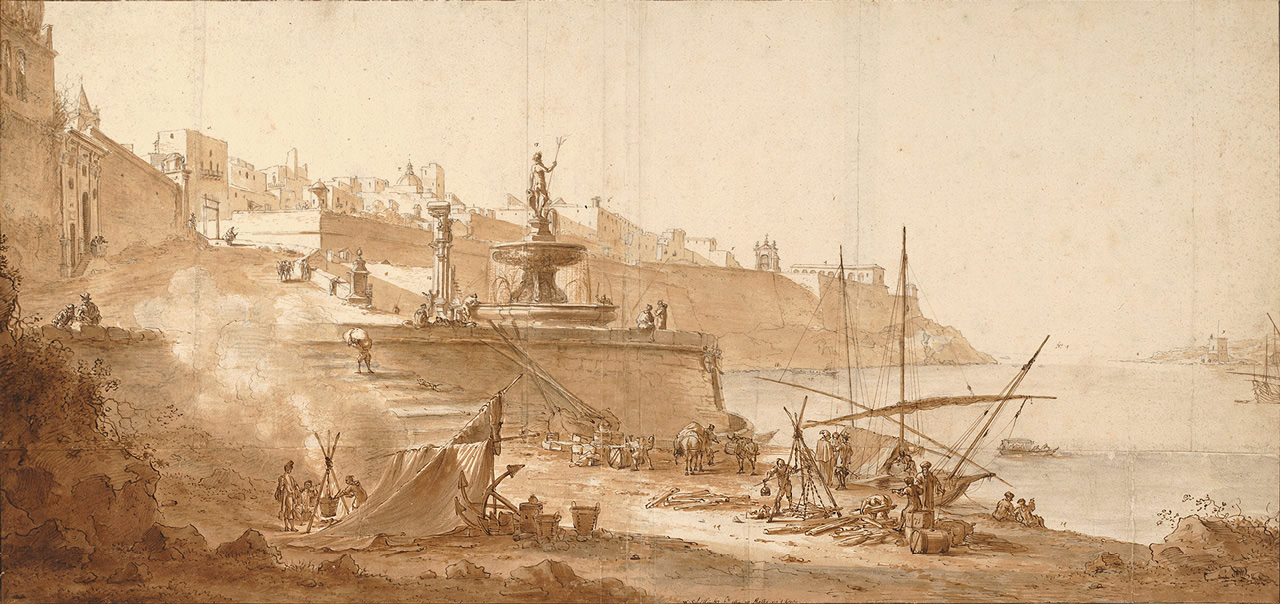
Картина фонтану Нептуна на початковому місці 1664 року.

Інший фонтан був розташований біля пристані Валлетти, недалеко від воріт Дель Монте та біля рибного ринку. Він був зображений на визначному вигляді Валлетти в 1664 році

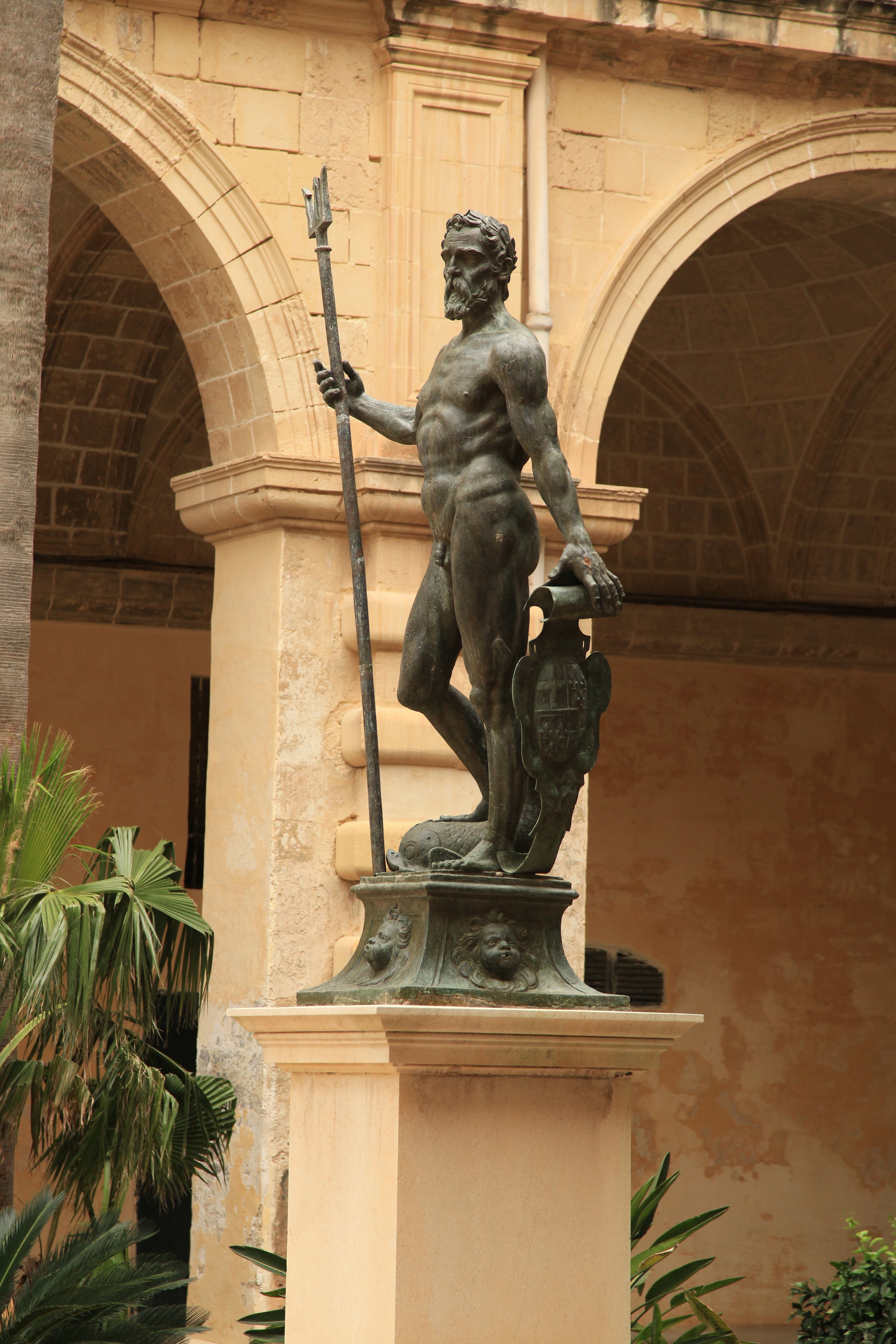
Статуя Нептуна в палаці гросмейстера. Це статуя кінця 16-го століття, подарована Великому Магістру в 1584 році. Герб Віньякура є пізнішим доповненням за наказом великого магістра.

Він мав вишуканий умивальник, мармуровий носик у формі ствола гармати, увінчаний бронзовою статуєю Нептуна з тризубом в одній руці, а інша рука трималася на накладці з гербом Віньякура. Статуя заснована на портреті Андреа Доріа в ролі Нептуна. Доріа був італійським адміралом ордена Святого Іоанна, якого хвалили за його роль під час морських битв проти османів.
Статую, швидше за все, виліпив Леоне Леоні у 1584 році. Інші джерела приписують його Джованні Болоньї, учневі Мікеланджело. Фонтан постачав надлишок води з фонтану Віньякур на кораблі, що стояли на якорі у Великій гавані.
Під час правління ордена Святого Іоанна Велика гавань не була обладнана головним хвилерізом, і це дозволяло створювати в гавані сильні морські хвилі. У 17 столітті біля фонтану для захисту човнів, які завантажували воду, був побудований невеликий хвилеріз. У 1686 році сильні хвилі зруйнували хвилеріз і завдали значної шкоди фонтану. Через пошкодження кораблі не могли використовувати воду фонтану, і, отже, великий магістр Грегоріо Карафа був змушений оплатити ремонтні роботи.
Це місце залишалося стратегічним місцем для розміщення рибальських суден і продажу риби. Фонтан залишився неушкодженим після відходу лицарів у 1798 році Фонтан зображений на акварельній картині Жана Ніколя Генрі де Чакатона 1840 року. До 19 століття його розібрали і замінили закритим рибальським ринком.
У 1858 році статую Нептуна перенесли з наказу губернатора Ле Гаспара в нижній двір Палацу гросмейстера, який тепер також відомий як Двір Нептуна. Носик фонтану зараз знаходиться в Мальтійському морському музеї в Біргу.
Статую Нептуна часто називають гігантом. Територія навколо початкового місця розташування фонтану залишалася відомою як fuq l–iġgant (на гіганті) до 20 століття.
Фонтан Переллос колись також був у пристані для яхт Валлетти, а зараз знаходиться під лоджією палацу великого магістра.

#### ФонтанOmnibus Idem

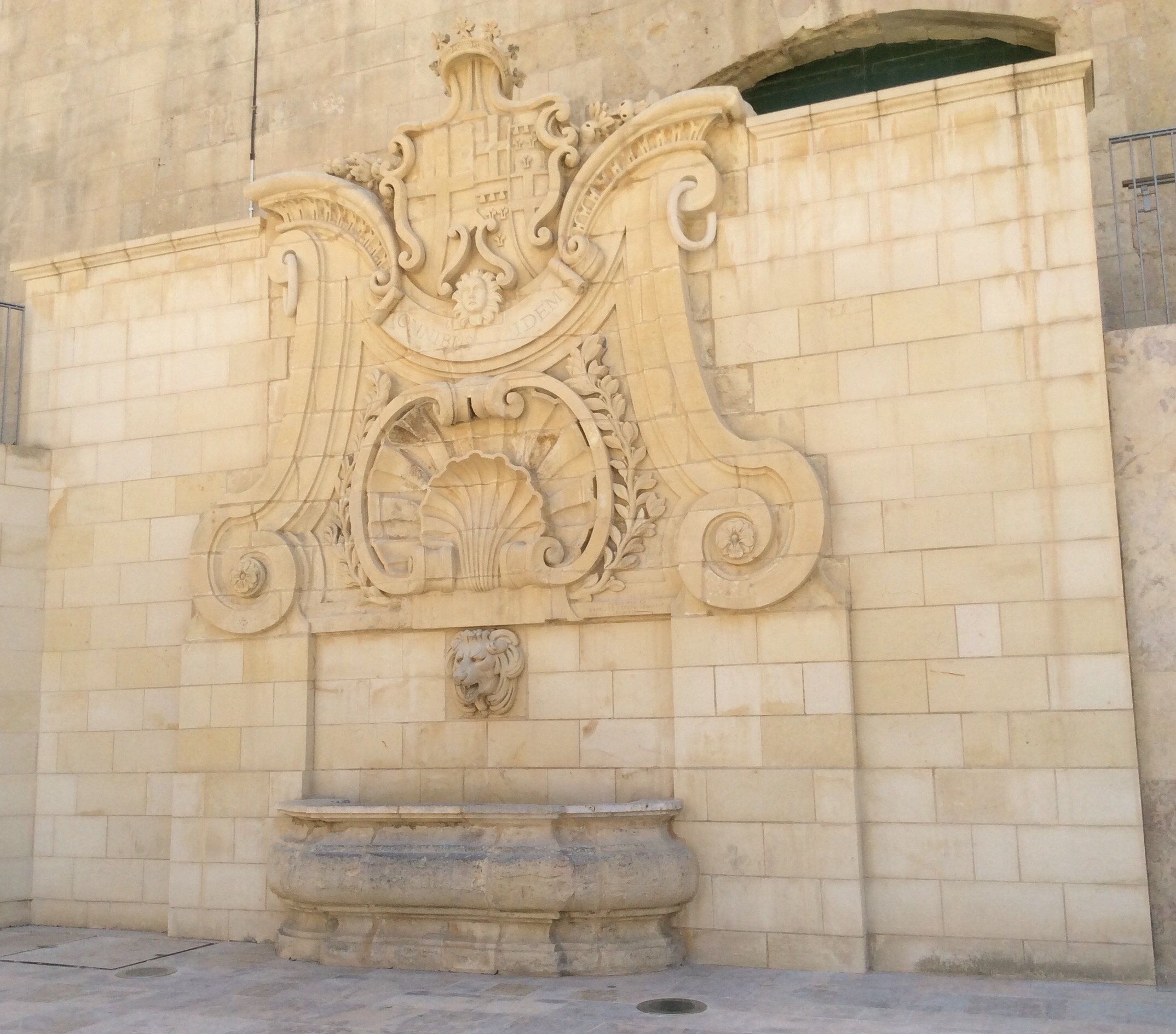
Омнібус Idem фонтан

Інший фонтан, іноді також відомий як фонтан Віньякура, був побудований поблизу Порта Реале у Валлетті, приєднаний до будівлі Ферерії (знесено). Він складається з голови лева, що виливає воду в кам'яну чашу, увінчану гербом Віньякура та Ордену та оточене гірляндою квітів і черепашок, що з'єднуються між собою. Під гербами зображене сонце, що випромінює, з написом Omnibus Idem (що означає однаково для всіх), що вказує на те, що вода була вільно доступна для всіх.
Цей фонтан переміщувався кілька разів протягом своєї історії: спочатку в 1874 році, коли будівлю, біля якої він був побудований, знесли для будівництва Палаццо Ферерія, у 1960-х роках, коли міські ворота були перебудовані, у 2000 році, коли Святий Джеймс Кавальє був відремонтовано та перетворено на культурний центр, а також на початку 2010-х років під час проєкту «Міська брама». Завдяки цим переїздам і реконструкціям від оригінального фонтану нічого не залишилося.

### Інші фонтани
Інші фонтани, побудовані в наступні століття, такі як фонтан Лева у Флоріані, який був побудований в 1728 році під час магістра Антоніо Маноель де Вільена, також забезпечувалися водою з акведука.

## Згадки

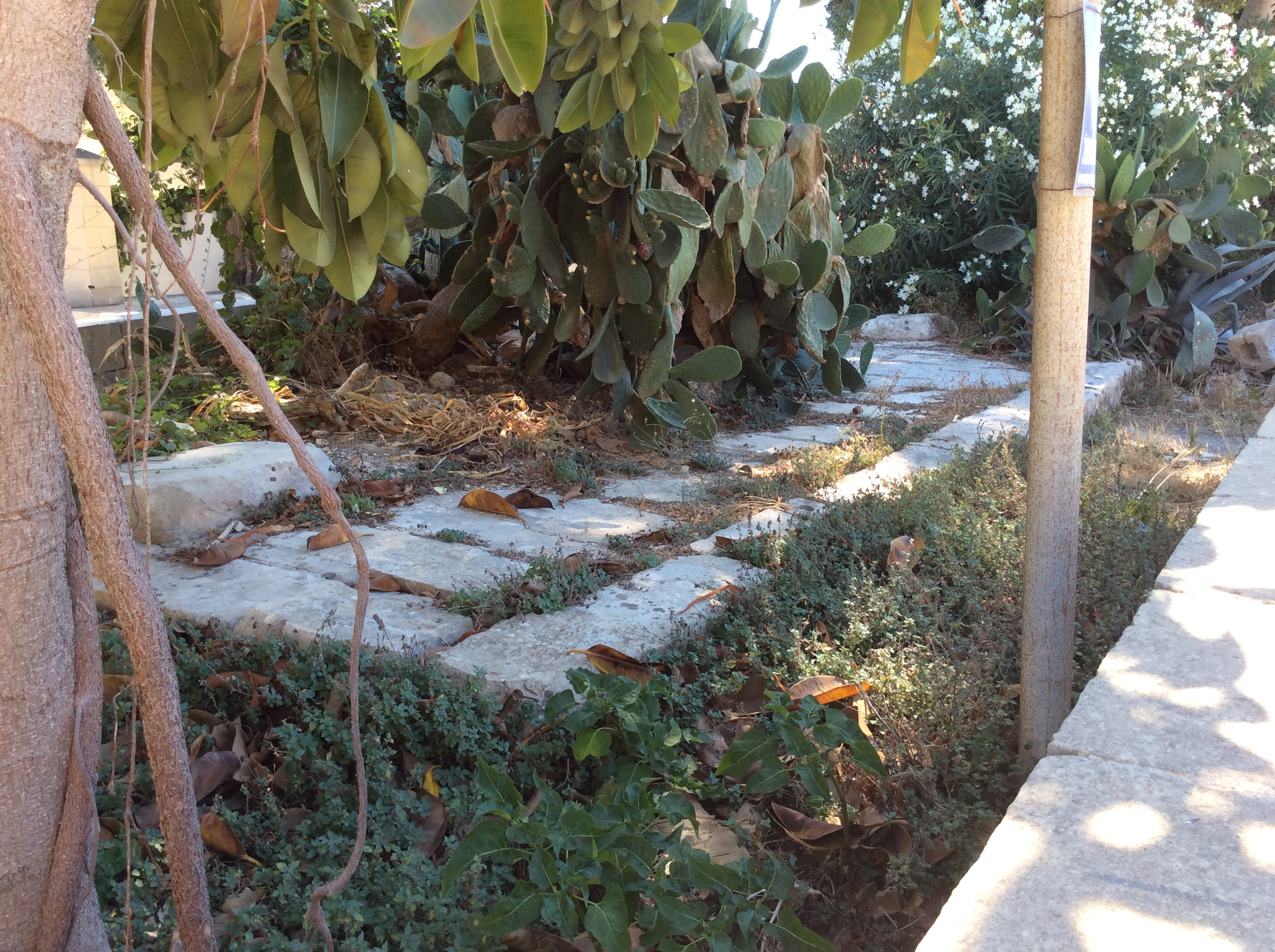
Початок акведука над землею в Аттарді

Акведук зображено на стелі архієпископського палацу у Валлетті. У Національній бібліотеці Мальти поруч із «Кабрео» Вілени є картина, яка зображує деякі з інженерних технологій Валлети для зберігання води.
21 квітня 2015 року відзначалося 400-річчя акведука. У Валлетті відбулася церемонія, коли школярі несли воду від Міських воріт до площі Святого Георгія, де відбулася інавгурація акведука.
Річниця також була відзначена срібною монетою, викарбуваною Центральним банком Мальти. На реверсі монети зображено акведук, а на аверсі — гросмейстер Віньякур.
MaltaPost також випустив набір із двох марок 21 квітня 2015 року. На марках зображено арку Віньякур та водонапірну вежу Віньякур у Флер-де-Лісі та Флоріані відповідно.